# Пегас
Вижте пояснителната страница за други значения на Пегас.
Пегас (от на гръцки: πηγή – „извор“) в древногръцката митология е митичен крилат кон. Името му значи „извор“, защото според легендите там, където тропне с копито, бликва извор.
Свързан е с култа към музите и планината им, за това след древността става символ на поетическо вдъхновение.

## Пегас и боговете-олимпийци
Според една от версиите е син на горгоната Медуза и богът на моретата Посейдон. Изскача от туловището ѝ, заедно със своя брат воин Хризаор, след като Персей ѝ отрязва главата. Според други автори, Пегас се е родил от падащата по земята кръв на Медуза. След раждането си вълшебният кон се качва на Олимп, където доставя гръм и мълнии за Зевс.
Впоследствие живее в гората Хеликон в Беотия. С удар на копитото си Пегас открива извора Хипокрена (на гръцки: Ἵππου κρήνηконски извор) в планината на музите Хеликон, който съществува и до днес под името Крио Пигади (на гръцки: Κρύο Πηγάδι – „студен кладенец“) и извора Пирене в Древен Коринт.

## Пегас и Белерофонт
Според други митове, боговете подаряват Пегас на героя Белерофонт или това прави самият Посейдон. 
Също така има и версия, според която Белефоронт го хваща, докато е на водопой при извора Пирене/Пейрене, а конят му е обещан преди това от богинята Атина Палада. Пегас, също както и еднорогът, може да бъде воден само със златни юзди. Укротен е с такива от героя, на когото са предоставени от Атина.
С помощта на Пегас, Белерофонт сразява от въздуха чудовището Химера (други митове приписват този подвиг на Персей). Пегас му помага и в други приключения. По-късно той става притежание на богинята на зората Еос. 
Когато Белерофонт се опитва да стигне с него небето (по други версии – да се качи на Олимп), разгневеният от това светотатство Зевс изпраща щръклица (или конска муха), която ужилва Пегас под опашката и той мята човека от седлото (или по-скоро - от гърба си) и той окуцява, а конят вече не се връща при него. Според други версии Белерофонт пада от коня, поради страх от височини. 
- Статуя на Пегас, операта в Познан, Полша
- Статуя на Пегас, Будапеща, Унгария